# Étoile sportive de Radès (basket-ball)
Pour les articles homonymes, voir Étoile sportive de Radès.
Maillots
L'Étoile sportive de Radès est un club tunisien de basket-ball basé dans la ville de Radès, une banlieue de Tunis.
Connue sous les appellations successives de l'Étoile sportive radésienne, de l'Union sportive radésienne, du Radès Transport Club puis de l'Étoile sportive de Radès, l'équipe a remporté au total treize championnats et douze coupes de Tunisie. Même son équipe féminine, qui a connu une existence éphémère, a remporté deux coupes et un championnat.

## Historique
La section de basket-ball est créée en 1953. Renforcée par les joueurs d'Ezzahra Sports (Saint-Germain Sports à l'époque), Borhane Errais et Mustapha Fezzani, elle entreprend un travail en profondeur qui lui permet de remporter le championnat juniors en 1956 et d'accèder l'année suivante en division nationale avec une équipe dirigée par Hédi Annabi et constituée autour de Mourad et Borhane Errais, Mustapha Fezzani, Sadok Koumanji, Kamel Ben Rejeb, Magid Haouat ou encore Med Said Trabelsi, avant de devenir la meilleure équipe du pays avec l'avènement de Mohamed Aref Senoussi, Baccar Senoussi, Fethi Bach Tobji, Ridha et Othman Gmati puis, un peu plus tard, de Fethi Senoussi, Kaïs Mrad et Taoufik Bouhima. De 1961 à 1972, elle remporte neuf championnats et neuf coupes de Tunisie.
La ville est considérée dans les années 1960 et 1970 comme le bastion du basket-ball en Tunisie comme en témoignent les nombreux trophées remportés par son équipe grâce à des joueurs comme les frères Mohamed, Baccar, Khaled et Fethi Snoussi, Bach Tobji, Kaïs Mrad, Ferjani Jouini, Taoufik Bouhima et Faouzi Ben Brahim. Toutefois, le club connaît un déclin à partir des années 1990, ce qui conduit à sa rétrogradation en seconde division, à deux reprises en 1999 et 2003. Depuis, il a repris sa place parmi l'élite.
Le 5 décembre 2012, l'équipe perd la finale du championnat maghrébin des clubs contre l'Union sportive monastirienne (56-58) ; Mokhtar Ghayaza est le meilleur pivot et Amine Maghrebi le meilleur ailier du tournoi.
Durant la coupe arabe des clubs champions (26 octobre-7 novembre 2014), l'Étoile sportive de Radès prend la troisième place de la Poule B avec deux matchs remportés et deux défaites. En quarts de finale, l'équipe est éliminée par les qatariens du Al-Rayyan SC (63-75). En décembre de la même année, l'Étoile sportive de Radès prend la deuxième place de la 29e édition de la coupe d'Afrique des clubs champions (11 décembre-20 décembre) après avoir perdu la finale (68-86) contre le Recreativo do Libolo à Tunis. Le joueur du club, Cheyne Gadson, choisi pour faire partie de la deuxième équipe du tournoi, est le cinquième meilleur buteur du tournoi avec 17,6 points et le dixième meilleur passeur avec trois passes décisives en moyenne par match. Kelvin Matthews, choisi pour faire partie de la première équipe du tournoi, en est le meilleur rebounder et le troisième meilleur bloqueur avec un contre en moyenne par match. Omar Abada est le deuxième meilleur passeur avec 6,3 passes décisives en moyenne par match. Amine Maghrebi est le meilleur tripointeur du tournoi et le cinquième meilleur interceptioneur avec 1,7 interception en moyenne par match.
À l'occasion de la 30e de la coupe (10 décembre-19 décembre) en Angola, l'Étoile sportive de Radès est éliminée en quarts de finale par l'Atlético Petróleos de Luanda (74-49) et remporte le match pour la cinquième place contre le Gezira SC (78-73). Un joueur du club, Mohamed Abbassi, choisi pour faire partie de la deuxième équipe du tournoi, est le quatrième meilleur buteur du tournoi avec 15,6 points en moyenne par match. Christopher Lee est le quatrième meilleur rebounder avec 6,7 rebonds est le dixième meilleur bloqueur avec 0,5 contre en moyenne par match. Smush Parker est le troisième meilleur passeur avec 4,1 passes décisives et le huitième meilleur buteur du tournoi avec 13,3 points en moyenne par match.
Durant la saison 2016-2017, l'Étoile sportive de Radès remporte son premier titre depuis 33 ans, après avoir gagné la finale du championnat contre l'Étoile sportive du Sahel (79-61 à l'aller à Radès et 72-83 au retour à Sousse), et termine la saison avec le doublé après avoir battu l'Union sportive monastirienne en finale de la coupe de Tunisie (71-67). Abada remporte le titre de meilleur meneur et de meilleur joueur tunisien du championnat et Mourad El Mabrouk celui de meilleur arrière du championnat lors de cette saison. Kelvin Matthews remporte le titre de meilleur joueur étranger du championnat lors de cette saison.
En décembre 2017, l'Étoile sportive de Radès organise la 32e édition de la coupe d'Afrique des clubs champions et prend la deuxième place après avoir perdu la finale (69-77) contre l'Association sportive de Salé à la salle omnisports de Radès. Un joueur du club, Omar Abada, choisi pour faire partie de la première équipe du tournoi, est le meilleur arrière et le deuxième meilleur passeur avec 6,3 passes décisives en moyenne par match ; Kelvin Matthews est le meilleur bloqueur avec 2,1 contres en moyenne par match et Amine Rzig est le joueur avec le meilleur pourcentage (58,8 %) de panier à trois points.
En janvier 2018, l'Étoile sportive de Radès est la première équipe tunisienne à remporter le tournoi international de Dubaï après battu le Club Sagesse (78-77) en demi-finale et le Homenetmen Beyrouth (75-73). en finale. En saison 2017-2018, le club remporte le titre avec une seule défaite et en battant en finale l'Union sportive monastirienne en trois matchs (97-67, 91-68 à Radès et 62-72 à Monastir) et termine la saison avec le doublé, après avoir battu l'Étoile sportive du Sahel en finale de la coupe de Tunisie (79-65 ; Ziyed Chennoufi est le meilleur joueur de la finale). Abada remporte le titre de meilleur meneur, Mourad El Mabrouk de meilleur arrière, Chennoufi de meilleur ailier, Mohamed Hadidane de meilleur ailier fort et Mokhtar Ghayaza de meilleur pivot du championnat lors de cette saison.
En octobre 2018, l'Étoile sportive de Radès perd la finale du tournoi Houssem-Eddine-Hariri au Liban (80-78) contre le Riyadi Club Beyrouth ; le joueur radésien Nick West remporte le titre de meilleur joueur du tournoi. Durant la première édition de l'Afro Ligue 2019 (ancien nom de la coupe d'Afrique des clubs champions), l'Étoile sportive de Radès prend la première place du tournoi éliminatoire et de sa poule durant la première phase finale. L'ESR est éliminée en quarts de finale par la Jeunesse sportive kairouanaise après avoir perdu ses deux matchs (68-67 à l'aller à Kairouan et 73-74 au retour à Radès). Nick West est le deuxième meilleur bloqueur avec 1,8 contre en moyenne par match et Amadou Mbodji est le quatrième meilleur bloqueur avec un contre en moyenne par match ; Mourad El Mabrouk est le deuxième meilleur intercepteur avec 2,2 interceptions en moyenne par match ; Mbodji est le joueur avec le meilleur pourcentage (76,9 %) de panier à deux points et El Mabrouk est le joueur avec le troisième meilleur pourcentage (40 %) de panier à trois points.
Durant la saison 2018-2019, l'ESR perd la finale du championnat de Tunisie contre l'Union sportive monastirienne en quatre matchs (75-64/78-88 à Radès et 80-77/79-73 à Monastir). Le 11 mai 2019, l'ESR remporte la finale de la coupe de Tunisie contre l'Union sportive monastirienne (76-68) au Palais des sports du 14-Janvier.
En janvier 2020, l'ESR participe au 31e tournoi international de Dubaï et prend le deuxième place de la Poule B avec trois matchs remportés et une défaite. En quarts de finale, l'équipe est éliminée par les Libanais du Hoops Club (78-82).
Durant la saison 2019-2020, l'ESR perd la finale du championnat de Tunisie contre l'Union sportive monastirienne en deux matchs (89-69 à Monastir et 77-82 à Radès). En coupe de Tunisie, l'ESR est éliminée en demi-finale par l'Union sportive monastirienne (99-71 à Monastir). Amine Rzig remporte le titre de meilleur entraîneur du championnat lors de cette saison.
Au terme de la saison 2020-2021, l'ESR prend le cinquième place du play-off qui l'élimine. En coupe de Tunisie, l'équipe est éliminée en quarts de finale par le Club africain (64-62 à Tunis).
En coupe de Tunisie 2021-2022, l'ESR est éliminée en huitièmes de finale par l'Union sportive monastirienne (67-73) à Radès. Au terme du championnat, l'équipe est éliminée en demi-finale contre Ezzahra Sports en cinq matchs (78-74/74-57/82-74 à Ezzahra et 68-65/79-69 à Radès) et la troisième place contre le Stade nabeulien en quatre matchs (79-75/83-94 à Radès et 92-74/79-73 à Nabeul).
Durant la saison 2022-2023, l'ESR est éliminée en demi-finale du super play-off contre le Club africain en quatre matchs (74-61/80-66 à Tunis et 80-79/99-105 à Radès) et remporte la troisième place contre l'Étoile sportive du Sahel en deux matchs (94-74 à Radès et 74-81 à Sousse). En coupe de Tunisie, l'ESR est éliminée en demi-finale par l'Union sportive monastirienne (80-70) à Monastir.
Au terme de la saison 2023-2024, l'ESR perd le match pour la troisième place (74-144) contre la Jeunesse sportive kairouanaise à Grombalia. En coupe de Tunisie, l'équipe est éliminée en demi-finale par le Club africain (95-54) à la salle Chérif-Bellamine de Tunis.

## Écusson

Logo ancien.
Logo ancien.
Logo actuel (à partir de 2017).

## Palmarès
| National | International | Tournois amicaux                                                                                                   |
| --- | --- | --- |
| - Championnat de Tunisie masculin (13) : - Vainqueur : 1964, 1965, 1966, 1967, 1968, 1969, 1970, 1971, 1972, 1976, 1984, 2017, 2018 - Finaliste : 2013, 2015, 2019, 2020 - Coupe de Tunisie masculine (12) : - Vainqueur : 1961, 1962, 1963, 1964, 1965, 1968, 1970, 1971, 1972, 2017, 2018, 2019 - Finaliste : 1973, 1975, 1976, 1989, 2008, 2013 - Championnat de Tunisie féminin (1) : - Vainqueur : 1969 - Coupe de Tunisie féminine (2) : - Vainqueur : 1968, 1969 - Finaliste : 1971 | - Coupe maghrébine des clubs champions masculins (1) : - Vainqueur : 1975 - Championnat maghrébin des clubs masculin (1) : - Vainqueur : 1971 - Finaliste : 1965, 1966, 1968, 2012 - Coupe d'Afrique des clubs champions (0) : - Finaliste : 2014, 2017 | - Tournoi international de Dubaï (1) : - Vainqueur : 2018 - Tournoi Houssem-Eddine-Hariri (0) : - Finaliste : 2018 |

## Entraîneurs
- 1956-1963 : Hédi Annabi
- 1963-1974 : Mohamed Aref Snoussi
- 1974-1978 : Hamadi Driss
- 1978-1979 : Taoufik Bouhima
- 1979-1980 : Taoufik Bouhima puis Faouzi Ben Brahim
- 1980-1981 : Kaïs Mrad puis Faouzi Ben Brahim
- 1981-1982 : Faouzi Ben Brahim
- 1982-1984 : Kaïs Mrad
- 1984-1985 : Ferjani Jouini
- 1985-1986 : Mohamed Zaouali
- 1986-1987 : Mohamed Zaouali puis Ferjani Jouini
- 1987-1988 : Ghazi Jeribi
- 1988-1989 : Faouzi Ben Brahim puis Taieb Maâloul
- 1989-1990 : Slah Ben Tahar
- 1990-1991 : Kaïs Mrad
- 1991-1992 : Kaïs Mrad puis Adel Sghaier et Faouzi Ben Brahim
- 1992-1993 : Faouzi Ben Brahim puis Taieb Maâloul
- 1993-1994 : Abouda Ben Brahim
- 1994-1995 : Khaled Snoussi, Adel Sghaier puis Mohamed Zaouali
- 1995-1996 : Igor Tocigl, Khaled Snoussi, Mohamed Zaouali puis Slah Ben Tahar
- 1996-1998 : Moslem Haddad
- 1998-1999 : Kaïs Mrad puis Abouda Ben Brahim
- 1999-2000 : Mokhtar Ezzine (D II)
- 2000-2001 : Walid Gharbi
- 2001-2002 : Moslem Haddad
- 2002-2003 : Mokhtar Ezzine puis Slah Ben Tahar (D II)
- 2003-2004 : Slah Ben Tahar puis Sami Husseini
- 2004-2005 : Sami Husseini
- 2005-2006 : Mohamed Zaouali
- 2006-2007 : Mohamed Zaouali, Moslem Haddad puis Tahar Nefzi
- 2007-2008 : Badreddine Ben Amor
- 2008-2009 : Badreddine Ben Amor puis Abdessatar Elloumi
- 2009-2010 : Faouzi Madhi puis Sami Husseini
- 2010-2011 : Sami Husseini, Slah Ben Tahar puis Safouane Ferjani
- 2011-2012 : Jamel Souabni, Nidhal Ben Abdelkrim puis Fethi Friga
- 2012-2013 : Monoom Aoun
- 2013-2014 : Walid Gharbi
- 2014-2015 : José da Costa puis Gabriel Ayrons
- 2015-2016 : Safouane Ferjani puis Stratos Koukoulekidis
- 2016 : Panayótis Yannákis
- 2016-2018 : Adel Tlatli
- 2018-2019 : Pantelis Gavriel puis Nidhal Ben Abdelkrim et Racem Marzouki
- 2019-2020 : Amine Rzig
- 2020 : Moslem Hadded
- 2021 : Zouhaier Ayachi
- 2021 : Amine Rzig
- 2021-2022 : Andre Martins
- 2022 : Riadh Ben Abdallah
- 2022 : Nidhal Ben Abdelkrim
- 2023 : Mohamed Amine Mrissa
- depuis 2023 : Nidhal Ben Abdelkrim

## Effectif

### Anciens joueurs

#### Joueurs les plus titrés
- Mohamed Aref Senoussi (9 championnats et 9 coupes)
- Fethi Bach Tobji (9 championnats et 9 coupes)
- Baccar Snoussi (9 championnats et 7 coupes)
- Khaled Snoussi (9 championnats et 7 coupes)
- Fethi Snoussi (9 championnats et 4 coupes)
- Kaïs Mrad (7 championnats et 4 coupes)
- Taoufik Bouhima (6 championnats et 4 coupes)
- Othman Gmati (5 championnats et 4 coupes)
- Mustapha Fezzani (4 championnats et 4 coupes)

#### Autres joueurs notables
- Omar Abada
- Mohamed Abbassi
- Mourad Belhasine
- Faouzi Ben Brahim
- Mortadha Ben Taher
- Akrem Ben Zakour
- Amrou Bouallegue
- Slim Boussetta
- Hamdi Braa
- Ziyed Chennoufi
- Lassaad Chouaya
- Naim Dhifallah
- Borhane Errais
- Mourad El Mabrouk
- Uche Ejelu Okafor
- Fathi Frigua
- Youssef Gaddour
- Cheyne Gadson
- Achref Gannouni
- Mokhtar Ghayaza
- Moslom Hadded
- Mohamed Hadidane
- Hosni Ilahi
- Darius Joseph
- Ferjani Jouini
- Nizar Knioua
- Christopher Lee
- Kelvin Matthews
- Jilani Mahjoubi
- Mohamed Mejlisi
- Omar Mouhli
- Efe Odigie
- Smush Parker
- Ahmed Smaali
- Md Taher Snoussi
- Maher Souabni
- Dustin Salisbery
- Ibrahima Thomas
- Ahmed Trimech
- Nick West